# Litorius (Heermeister)
Litorius (gestorben 439) war ein weströmischer Heermeister (magister militum).
Litorius diente unter dem weströmischen Kaiser Valentinian III. und war vor allem in Gallien eingesetzt. Er kämpfte dort erfolgreich gegen die Westgoten unter Theoderich I., die seit 418 ein eigenes Reich in Gallien errichtet hatten. Wohl noch im Rang eines comes entsetzte er 436 das belagerte Narbo Martius. Er fungierte 439 als Heermeister und unterwarf mithilfe hunnischer Hilfstruppen das aufständische Aremorica, verwüstete dann das Land der Arverner und geriet schließlich bei Kämpfen um Tolosa, in denen er mit äußerster Brutalität vorging, in gotische Gefangenschaft und wurde getötet.
Der Chronist Prosper Tiro vermerkt, dass Litorius vor der Schlacht die „heidnischen“ Priester befragte und den Göttern huldigte. Dies ist insofern bemerkenswert, als das Römische Reich zu dieser Zeit bereits umfassend christianisiert war und ein hochrangiger römischer General, der noch den traditionellen polytheistischen Götterkulten anhing, äußerst ungewöhnlich war.
Unklar ist, welches Heermeisteramt Litorius genau bekleidete. Anscheinend war er aber dem mächtigen obersten westlichen Heermeister Aëtius untergeordnet, den er vielleicht übertreffen und so Einfluss gewinnen wollte, was aber sein Tod verhinderte.